# Alenka v říši divů (film, 1951)
Alenka v říši divů, anglicky Alice in Wonderland, je americký animovaný film z roku 1951 studia Walt Disney, jehož režii provedli Hamilton Luske, Wilfred Jackson a Clyde Geronimi. Film byl natočen volně na námět, pocházející z knih Lewise Carrolla Alenka v říši divů (též známé jako Alenčina dobrodružství v podzemní říši; Alice's Adventures in Wonderland, 1865). Jde o celkově 13. snímek v pořadí tzv. animované klasiky Walta Disneye.

## Tvůrčí tým
- režie: Hamilton Luske, Wilfred Jackson, Clyde Geronimi
- hudba: Oliver Wallace
- střih: Lloyd Richardson
- zvuk: C.O. Slyfield
- vedoucí produkce: Ben Sharpsteen

### Scénář
Winston Hibler, Ted Sears, Bill Peet, Erdman Penner, Joe Rinaldi, Milt Banta, Bill Cottrell, Dick Kelsey, Joe Grant, Dick Huemer, Del Connell, Tom Oreb, John Walbridge

### Texty písní
Bob Hilliard, Sammy Fain, Don Raye, Gene De Paul, Mack David, Jerry Livingston, Al Hoffman

### Výtvarníci-Animátoři
Milt Kahl, Ward Kimball, Frank Thomas, Eric Larson, John Lounsbery, Ollie Johnston, Wolfgang Reitherman, Marc Davis, Les Clark, Norm Ferguson, Norman Ferguson (režisér animace)

### Asistenti-Animátoři
Hal King, Don Lusk, Judge Whitaker, Cliff Nordberg, Hal Ambro, Harvey Toombs, Bill Justice, Fred Moore, Phil Duncan, Marvin Woodward, Bob Carlson, Hugh Fraser, Charles Nichols
- Tvůrčí spolupráce: Josh Meador, George Rowley, Dan MacManus, Blaine Gibson

### Originální zvuk - mluví
- Kathryn Beaumont - Alenka
- Ed Wynn - Kloboučník
- Richard Haydn - Cater Pillar
- Sterling Holloway - Kočka Šklíba
- Jerry Colonna - March Hare
- Verna Felton - Srdcová královna
- J. Pat O'Malley - Walrus-Carpenter / Dee / Dum
- Bill Thompson - Bílý králíček a Dodo
- Joseph Kearns - Doorknob
- Heather Angel - Alenčina sestra
- Larry Grey - Bill
- Dink Trout - Srdcový král
- James MacDonald - Dormouse